# Wilbert Suvrijn
Wilbert Suvrijn (Sittard, 26 oktober 1962) is een Nederlands voormalig betaald voetballer, die voornamelijk als centrumverdediger en soms als middenvelder speelde. Hij speelde van 1981 tot en met 1993 voor achtereenvolgens Fortuna Sittard, Roda JC, Montpellier HSC en KSK Hasselt. Van 1986 tot en met 1988 speelde hij negen interlands voor het Nederlands voetbalelftal.
Suvrijn maakte deel uit van de selectie die het EK 1988 won. Ook speelde hij in 1989 eenmaal voor het Nederlands B-voetbalelftal. Na zijn actieve sportloopbaan werd Suvrijn spelersmakelaar in Frankrijk. 
Wilbert is getrouwd met een Française en heeft een zoon en dochter. Zijn dochter Jade Suvrijn is een talentvolle tennisspeelster die uitkomt voor Frankrijk.

## Clubs
| Seizoen   | Team            | Wedstrijden | Doelpunten | Competitie     |
| --------- | --------------- | ----------- | ---------- | -------------- |
| 1981/1982 | Fortuna Sittard | 29          | 2          | Eerste divisie |
| 1982/1983 | Fortuna Sittard | 28          | 3          | Eredivisie     |
| 1983/1984 | Fortuna Sittard | 33          | 1          | Eredivisie     |
| 1984/1985 | Fortuna Sittard | 33          | 2          | Eredivisie     |
| 1985/1986 | Fortuna Sittard | 33          | 2          | Eredivisie     |
| 1986/1987 | Roda JC         | 31          | 2          | Eredivisie     |
| 1987/1988 | Roda JC         | 19          | 0          | Eredivisie     |
| 1988/1989 | Roda JC         | 32          | 1          | Eredivisie     |
| 1989/1990 | Montpellier HSC | 27          | 0          | Ligue 1        |
| 1990/1991 | Montpellier HSC | 34          | 1          | Ligue 1        |
| 1991/1992 | Montpellier HSC | 33          | 0          | Ligue 1        |
| 1992/1993 | Montpellier HSC | 9           | 0          | Ligue 1        |

| Totaal | Wedstrijden | Doelpunten |
| ------ | ----------- | ---------- |
|        | 341         | 14         |

## Erelijst
| Coupe de France    | 1x | 1989/90 |
| Coupe d'été        | 1x | 1991/92 |
| Division d'Honneur | 1x | 1989/90 |

| Competitie | Winnaar   | Winnaar   | Runner-up | Runner-up | Derde     | Derde     |
| Competitie | Aantal    | Jaren     | Aantal    | Jaren     | Aantal    | Jaren     |
| Nederland  | Nederland | Nederland | Nederland | Nederland | Nederland | Nederland |
| ---------- | --------- | --------- | --------- | --------- | --------- | --------- |
| UEFA EK    | 1x        | 1988      |           |           |           |           |